# Teodoro Buontempo
Teodoro Buontempo (21 de enero de 1946 - 24 de abril de 2013) fue un político italiano.

## Carrera política
Se inició en Ortona (Chieti), donde estudió y dirigió las organizaciones juveniles del MSI en Abruzzo. Tras mudarse a Roma en 1968, pasó sus primeros años en la capital durmiendo en su coche o en la estación de Termini, viviendo pobremente. En son de broma, repartía tarjetas de visita con la dirección «Buontempo Teodoro. Dirección: Salita de Valle Giulia, detrás de Arquitectura, plaza a la izquierda, detrás de la fuente». Por eso, desde entonces, se le conocía con el apodo de er Pecora. En 1972 se convirtió en el primer secretario del Frente Juvenil de Roma, tras haber sido ya líder de Giovane Italia.
En la década de los setenta, fundó y presentó la emisora de radio libre "Radio Alternativa", con sede en Roma. Estuvo presente en los congresos del MSI y el FdG, tanto en los mítines, como en las reuniones del Campamento Hobbit. En 1981 fue elegido concejal de Roma, cargo que mantuvo hasta 1997.
De 1989 a 1992 dirigió la federación romana del partido.

## Diputado de la Alianza Nacional
En 1992 fue elegido diputado por la lista del Movimiento Social Italiano, siendo miembro de la Comisión de Medio Ambiente, Tierras y Obras Públicas. En 1994 fue reelegido diputado por la lista de Alianza Nacional, que se había fusionado con el MSI-DN. Fue miembro de la IX Comisión Permanente (Transporte, Correos y Telecomunicaciones) y de la Comisión Especial de Infancia. En 1996 fue reelegido diputado por la lista XIV (Políticas Comunitarias) y de la Comisión Bicameral de Infancia.
En el 2001 y 2006 fue nuevamente diputado con el rol de jefe adjunto del grupo de Alianza Nacional en la Cámara y asumió el rol de secretario de la Oficina de la Presidencia de la Cámara de Diputados, con los presidentes Pier Ferdinando Casini (II y III Gobierno de Silvio Berlusconi) y Fausto Bertinotti (II Gobierno de (Romano Prodi).

## Miembro del Parlamento por la Derecha
El 26 de julio del 2007 se unió al movimiento La Derecha, del que fue elegido presidente nacional por aclamación el 9 de noviembre del 2008.
En las elecciones políticas del 2013 fue candidato a la Cámara de Diputados por La Derecha pero no fue elegido tras el resultado del partido (0,64%).

## Compromiso con las autoridades locales
En noviembre de 1997, fue nominado como teniente alcalde por la centroderecha en las elecciones municipales de Roma, para apoyar la candidatura poco efectiva de Pierluigi Borghini a la alcaldía. La iniciativa fracasó y las encuestas dieron como ganador a Francisco Rutelli. En las elecciones administrativas de 2006, fue candidato a la presidencia del Municipio Roma XIII, apoyado por la centroderecha y opuesto al joven Paolo Orneli, candidato de centroizquierda. Sin embargo, en las elecciones del 28 y 29 de mayo, solo obtuvo el 41.064 votos, equivalentes al 39,33% (frente al 59,33% de Orneli).
En abril de 2008, finalmente se presentó a la presidencia de la provincia de Roma por La Destra, obteniendo el 4,5% de los votos. Sin embargo, fue elegido consejero provincial. En la segunda vuelta, apoyó a Alfredo Antoniozzi, candidato a la presidencia por el Pueblo de la Libertad.
Posteriormente, se postuló a la presidencia de Abruzos por La Derecha. Fue candidato a la presidencia de la región en las elecciones regionales del 14 y 15 de diciembre de 2008. En las elecciones regionales, obtuvo el 1,90% de los votos, equivalente a 11.514 votos, por detrás de Rodolfo De Laurentiis (UDC), Carlo Costantini (centroizquierda) y el electo Gianni Chiodi del PDL.
Tras las elecciones regionales de 2010, Buontempo fue nombrado concejal de Vivienda y Protección del Consumidor en el gobierno regional del Lacio, presidido por Renata Polverini. Tras la dimisión de esta última el 27 de septiembre de 2012, permaneció en el cargo hasta el 12 de marzo de 2013.
Como consejero regional de Lazio, consiguió la aprobación de la llamada hipoteca social para jóvenes y el plan de seguridad domiciliaria para personas mayores, que incluía una contribución a las medidas de seguridad domiciliaria.

## Muerte
Poco después de las elecciones generales de 2013, su estado de salud empeoró, por lo que fue ingresado en una clínica privada. Falleció a las 4:30 de la madrugada del 24 de abril del 2013, a los 67 años, en una clínica privada de Roma, donde había permanecido hospitalizado durante veinte días a la espera de un trasplante. Geremia Mancini, secretaria de la confederación UGL diría:

Teodoro Buontempo fue un hombre que hizo de la ética moral su bandera, que se arriesgó por sus ideas y que siempre supo ser un referente para toda una comunidad humana. Siempre estuvo cerca de lo que consideraba su Cisnal, ahora UGL, y de las necesidades de los más débiles, los más humildes y los trabajadores. Con él, se pierde un gran hijo de Abruzio.

## Obras
- (Entrevista) Fabio Torriero, Política y Coraje. Teodoro Buontempo, 16 años en el Capitolio, Edizioni Pagine, 2012
- (Ensayo biográfico) Pierpaolo Naso, Una vida política. Teodoro Buontempo: entre la militancia y el pensamiento en Varios autores, Más allá de la derecha. Historias y hombres en el movimiento social, Eclettica, 2022.